# مایرون فن بردروده
مایرون فن بردروده (انگلیسی: Myron van Brederode؛ زادهٔ ۶ ژوئیهٔ ۲۰۰۳) بازیکن فوتبال اهل پادشاهی هلند است که در حال حاضر برای فورتونا دوسلدورف در پست هافبک بازی می‌کند.
وی همچنین در تیم‌های ملی فوتبال زیر ۱۷ سال، زیر ۱۹ سال و زیر ۲۱ سال هلند بازی کرده است.

## دوران باشگاهی
مایرون فن بردروده فوتبال خود را در ردهٔ پایه در باشگاه‌های اووربوس و ای‌اف‌سی آغاز کرد، و در سال ۲۰۱۶ به آکادمی جوانان ای‌زد پیوست. او در سال ۲۰۲۰ قراردادی با ای‌زد امضا کرد و اندکی بعد فعالیت حرفه‌ای خود را با باشگاه فوتبال یونگ آزد آغاز کرد. فن بردروده در ۷ آوریل ۲۰۲۲ قرارداد حرفه‌ای جدیدی امضا کرد و تمرین با تیم اصلی را آغاز نمود.
او در ۱۵ مهٔ ۲۰۲۲، نخستین بازی خود را برای تیم اصلی ای‌زد در اردیویسه انجام داد؛ در دیدار برابر باشگاه فوتبال والویک، در دقیقهٔ ۸۰ به‌عنوان یار تعویضی وارد زمین شد و در پیروزی ۳–۱ تیمش سهیم بود.
در ۳۰ اوت ۲۰۲۴، فن بردروده با قراردادی قرضی و بند خرید، راهی باشگاه باشگاه فوتبال فورتونا دوسلدورف در آلمان شد.

## دوران ملی
فن بردروده بازیکنی ملی‌پوش در رده‌های پایهٔ فوتبال هلند است و سابقهٔ بازی در تیم‌های زیر ۱۶ سال، زیر ۱۷ سال و زیر ۱۹ سال این کشور را در کارنامه دارد.